# 向家嘴李鄧氏墓
向家嘴李鄧氏墓位於四川省達州市宣漢縣，是一处清代墓葬遗址，2012年7月16日获选第八批四川省文物保護單位。

## 簡介
向家嘴李鄧氏墓位於四川省達州市宣漢縣鳳林鄉斜坪村向家嘴一坡地上，坐東北向西南，墓葬朝向195。，占地面積121平方公尺，建於清光緒甲辰年（1904年）。墓葬由土塚、碑樓、牌樓構成。土塚平面呈長方形，長10公尺，寬3.2公尺，用條石圍砌。土塚與碑樓相連，碑樓為仿木構三重簷廡殿頂，三柱二間，寬3.2公尺，高4.2公尺。距碑樓5公尺立牌樓一座，仿木構二重簷廡殿頂，四柱三間，寬5.9公尺，高8公尺，樓柱均施抱鼓石加固。向家嘴李鄧氏墓規模宏大，雕刻精美，氣勢不凡，具有極高的藝術、研究價值。2010年，向家嘴李鄧氏墓被達州市人民政府公佈為市級文物保護單位。